# Нотареско
Нотареско (итал. Notaresco) — коммуна в Италии, расположена в регионе Абруццо, подчиняется административному центру Терамо.
Население составляет 6817 человек (на 2004 г.), плотность населения составляет 183 чел./км². Занимает площадь 37 км². Почтовый индекс — 64024. Телефонный код — 085.
Покровителем коммуны почитается святой Ианнуарий, празднование 19 сентября.